# عيسى لو
عيسی‌ لو هي قرية في مقاطعة أرومية، إيران. يقدر عدد سكانها بـ 29 نسمة بحسب إحصاء 2016.